# Cyclodictyon lorentzii
Cyclodictyon lorentzii là một loài rêu trong họ Pilotrichaceae. Loài này được (Müll. Hal.) W.R. Buck & Schiavone mô tả khoa học đầu tiên năm 1997.